# Dvorska bašta

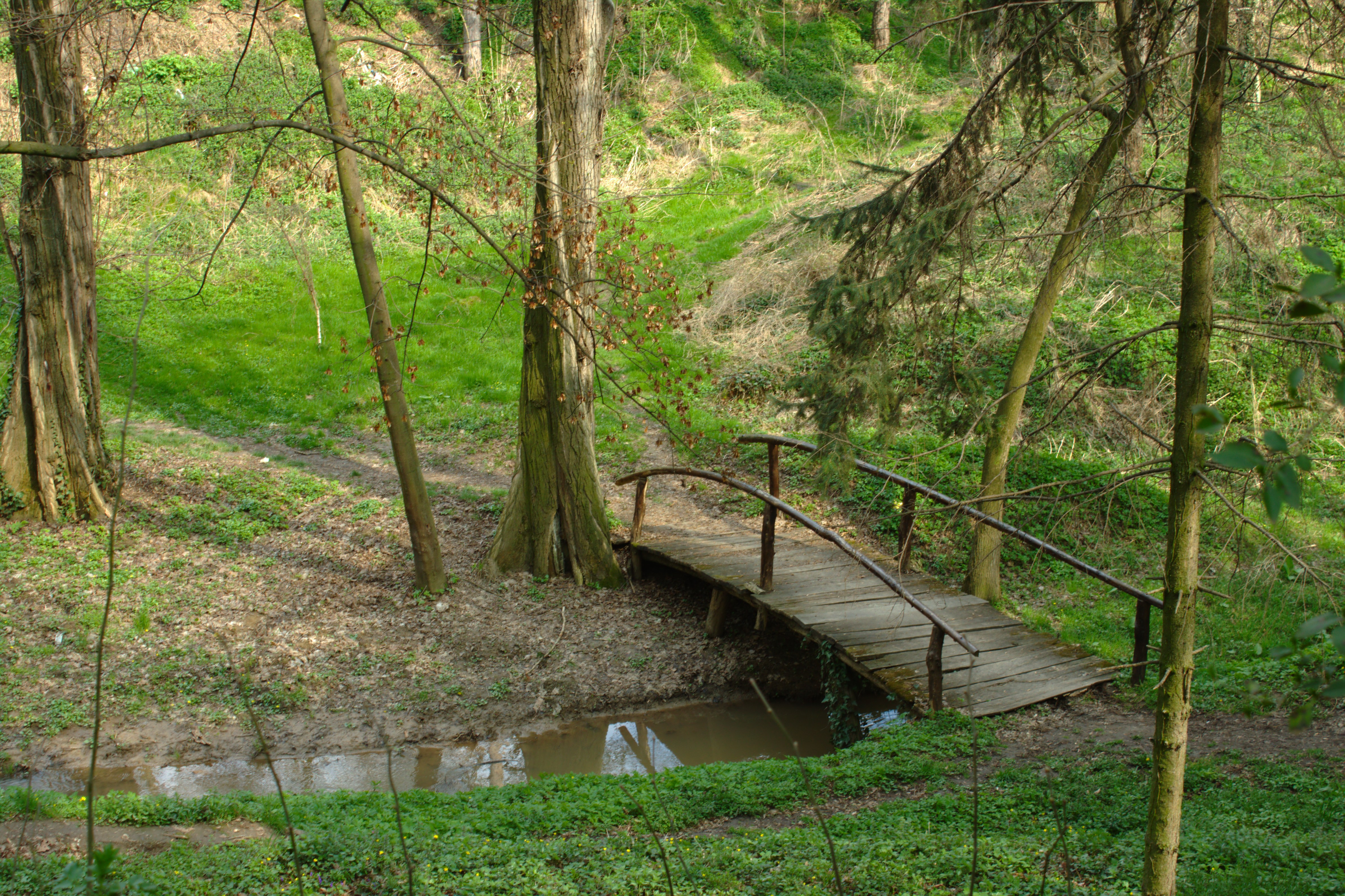
Most přes potok

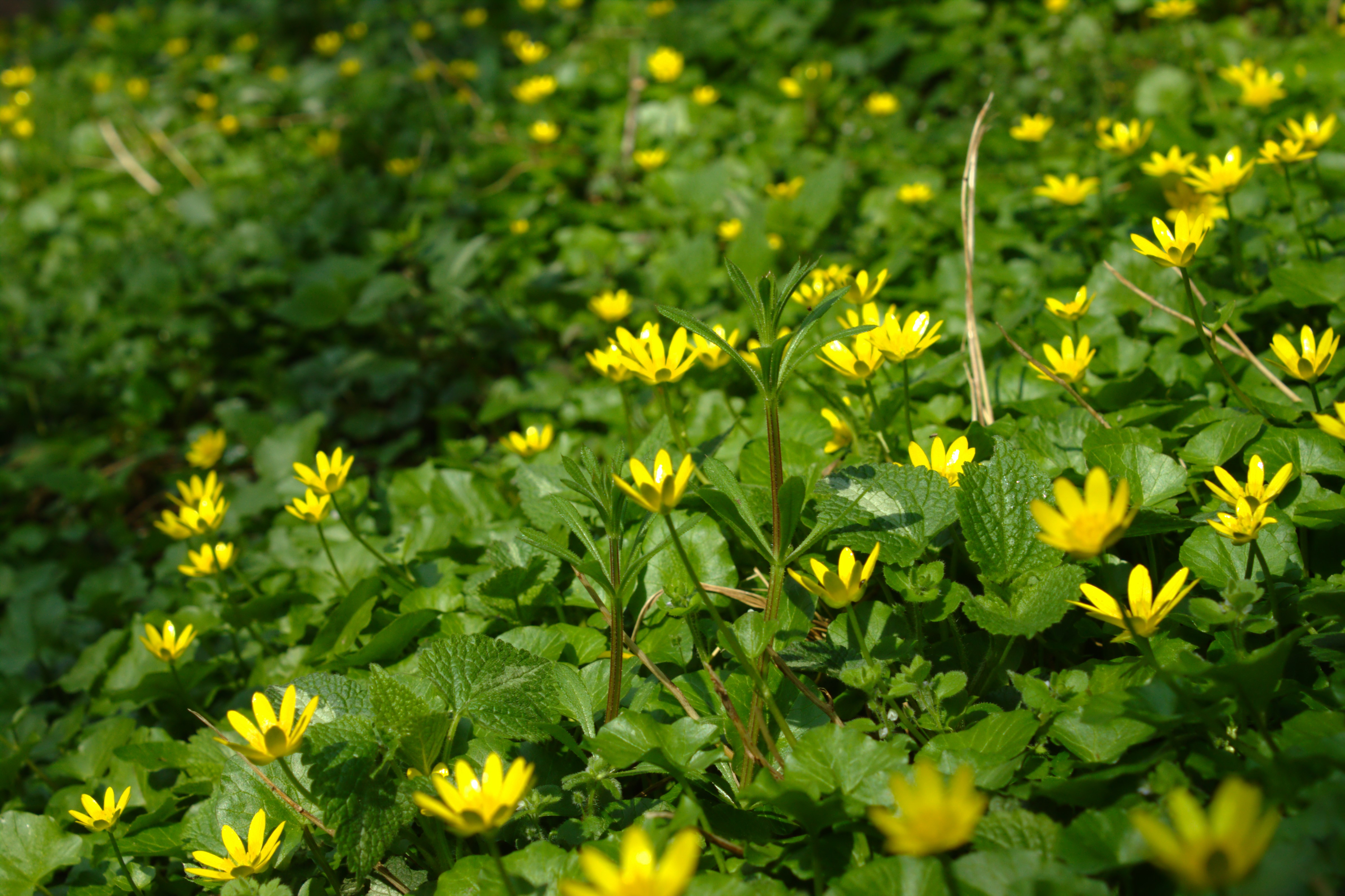
Květy v parku na jaře

Dvorska bašta (srbsky v cyrilici Дворска башта, doslova zámecký park) je nejznámější park v srbském městě Sremski Karlovci. Má rozlohu 7,29 ha.
Park se nachází jižně od středu města (500 m), v blízkosti cesty, která spojuje sremskokarlovecké nádraží s lokalitou Stražilovo nedaleko parku Fruška Gora. Původně se jednalo o botanickou zahradu, první existující na území Srbska. Rozprostírá se na dvou úrovních; v horní části se v současné době nacházejí sportovní a rekreační zařízení a v dolním pak samotný park s četnými alejemi.
Pro park je typická druhová rozmanitost jednotlivých stromů; a to jak domácích (typických pro oblast Vojvodiny), tak i exotických. V parku je v současné době celkem 115 druhů stromů a keřů; 21 jehličnanů a 94 listnáčů. Mezi nejrozšířenější druhy patří např. Jerlín japonský, Papírovník čínský, Lípa stříbrná, Dřezovec trojtrnný, Pajasan žláznatý, Javor babyka, jasan, borovice černá, smrk ztepilý, tis obecný a další.

## Historie
Park vznikl v polovině 19. století (1848) jako botanická zahrada v době, kdy se město Sremski Karlovci rozvíjelo jako centrum vzdělanosti Srbů. Vzorem pro vznik parku bylo arboretum, které nechal zřídit princ Evžen Savojský a sloužilo jako praktická ukázka pro studenty nedalekých škol (gymnázia a bohosloveckého semináře). V roce 1974 byl park rozhodnutím radnice města Novi Sad zařazen pod chráněná přírodní území.
Park, který byl po dlouhou dobu ve velmi špatném stavu, byl prací dobrovolníků zrestaurován (2009) a na podzim 2013 začala stavba ohrady. Originální brána je dochovaná ve velmi špatném stavu; v nižším patře parku se také nacházejí pozůstatky původního skleníku.